# Esteban Chaves
Jhoan Esteban Chaves Rubio (Bogota, 17 januari 1990) is een Colombiaans wielrenner die sinds 2022 rijdt voor de EF Education-EasyPost geheten wielerploeg.

## Carrière
In 2006 werd Chaves tweede op het Colombiaanse kampioenschap tijdrijden voor nieuwelingen. In 2012 werd hij prof voor Colombia. Bij deze ploeg liet hij zien over veel talent te beschikken en in 2014 maakte Chaves de overstap naar het Australische Orica GreenEDGE. Het seizoen 2013 viel voor de jonge Colombiaan in het water door een zware valpartij in de Trofeo Laigueglia, waarbij hij een gecompliceerde armbreuk, gebroken ribben, sleutelbeen en kaak opliep. Er waren veel twijfels of Chaves zijn carrière kon voortzetten, laat staan zijn belofte als topklimmer kon inlossen. Verschillende doktoren adviseerden om zijn profcarrière te beëindigen, omdat zijn arm niet voldoende zou genezen. Orica GreenEDGE nam de gok, verlengde zijn contract met 3 jaar, en Chaves betaalde het vertrouwen terug in 2014 met een ritzege in Verbier in de Ronde van Zwitserland.
In 2015 brak de Colombiaan definitief door in de Ronde van Spanje, waar hij erin slaagde in de eerste week twee etappes te winnen, de rode leiderstrui een aantal dagen te dragen en uiteindelijk als vijfde te eindigen in het algemeen klassement. In 2016 beleefde hij vervolgens een uiterst succesvol seizoen. In de Ronde van Italië won hij de koninginnenrit, droeg één dag de roze trui en werd uiteindelijk tweede in het algemeen klassement, op 52 seconden van winnaar Vincenzo Nibali. Later in het seizoen eindigde hij met een derde plaats eveneens op het eindpodium van de Ronde van Spanje. In de wegwedstrijd op de Olympische Spelen in Rio de Janeiro eindigde Chaves op plek 21, op ruim drieënhalve minuut van winnaar Greg Van Avermaet. Hij sloot het seizoen 2016 af, door als eerste Colombiaan, de Ronde van Lombardije te winnen.
2017 en 2018 waren moeilijke jaren voor Chaves met een knieblessure in februari 2017 en een gebroken schouderblad, die hij opliep in de Giro Dell' Emilia. In 2017 reed Chaves zijn eerste Ronde van Frankrijk. Zijn ploeg Orica wees hem aan als kopman, maar hij imponeerde niet en eindigde in het eindklassement op plaats 62. Ook in de hierop volgende Ronde van Spanje stelde hij teleur; met een elfde plaats haalde hij niet zijn niveau van 2015 en 2016. In mei werd bij Chaves de ziekte van Pfeiffer geconstateerd. Ondanks alle pech en lichamelijke ongemakken won hij in 2018 voor de tweede keer in zijn carrière een etappe in de Ronde van Italië.

## Palmares

### Belangrijkste overwinningen
2011
Eindklassement Ronde van de Toekomst
2012
Jongerenklassement Ronde van Colombia
5e etappe Ronde van Burgos
Jongerenklassement Ronde van Burgos
GP Città di Camaiore
2014
6e etappe Ronde van Californië
8e etappe Ronde van Zwitserland
Jongerenklassement Ronde van Peking
2015
1e etappe Ronde van Italië (ploegentijdrit)
2e en 6e etappe Ronde van Spanje
3e etappe Ronde van Abu Dhabi
Eind- en jongerenklassement Ronde van Abu Dhabi
2016
14e etappe Ronde van Italië
Ronde van Emilia
Ronde van Lombardije
2018
3e etappe Herald Sun Tour
Eindklassement Herald Sun Tour
6e etappe Ronde van Italië
2019
19e etappe Ronde van Italië
2021
4e etappe Ronde van Catalonië
Punten- en Bergklassement Ronde van Catalonië
2023
 Colombiaans kampioen op de weg

### Resultaten in voornaamste wedstrijden
| Jaar | Ronde van Italië | Ronde van Frankrijk | Ronde van Spanje |
| ---- | ---------------- | ------------------- | ---------------- |
| 2012 |                  |                     |                  |
| 2013 |                  |                     |                  |
| 2014 |                  |                     | 41e              |
| 2015 | 55e              |                     | 5e (2)           |
| 2016 | ↑ (1)            |                     | ↑                |
| 2017 |                  | 62e                 | 11e              |
| 2018 | 72e (1)          |                     |                  |
| 2019 | 40e (1)          |                     | 19e              |
| 2020 |                  | 23e                 | 27e              |
| 2021 |                  | 13e                 |                  |
| 2022 |                  |                     | opgave           |
| 2023 |                  | opgave              |                  |
| 2024 | 35e              |                     |                  |

| Jaar | Amstel Gold Race | Luik-Bast.‑Luik | Ronde van Lombardije | Waalse Pijl | Clásica San Sebastián |  | WK op de weg |  | Wereldranglijsten |
| ---- | ---------------- | --------------- | -------------------- | ----------- | --------------------- |  | ------------ |  | ----------------- |
| 2012 |                  |                 | opgave               | 127e        |                       |  |              |  |                   |
| 2013 |                  |                 |                      |             |                       |  |              |  |                   |
| 2014 |                  |                 |                      |             |                       |  | 70e          |  | 64e (UWT)         |
| 2015 |                  | 68e             | 8e                   | 45e         |                       |  |              |  | 39e (UWT)         |
| 2016 |                  |                 | ↑                    |             |                       |  |              |  | 9e (UWT)          |
| 2017 |                  |                 |                      |             |                       |  |              |  | 66e (UWT)         |
| 2018 |                  |                 |                      |             |                       |  |              |  | 164e (UWT)        |
| 2019 |                  |                 | 70e                  |             |                       |  | 38e          |  | 252e (UWR)        |
| 2020 |                  |                 |                      |             |                       |  | 32e          |  |                   |
| 2021 | 65e              | 14e             |                      | 8e          |                       |  | 64e          |  |                   |
| 2022 |                  |                 |                      |             | 20e                   |  |              |  |                   |
| 2023 |                  | 45e             | 75e                  | 20e         |                       |  |              |  |                   |
| 2024 |                  |                 |                      |             |                       |  |              |  |                   |

### Resultaten in kleinere rondes
| Jaar | Tour Down Under | Parijs-Nice | Tirreno-Adriatico | Ronde van Catalonië | Ronde van het Baskenland | Critérium du Dauphiné | Ronde van Zwitserland | Ronde van Polen | Ronde van Peking / Ronde van Guangxi |
| ---- | --------------- | ----------- | ----------------- | ------------------- | ------------------------ | --------------------- | --------------------- | --------------- | ------------------------------------ |
| 2012 |                 |             | opgave            |                     |                          |                       |                       |                 |                                      |
| 2013 |                 |             |                   |                     |                          |                       |                       |                 |                                      |
| 2014 |                 |             |                   | 46e                 | 101e                     |                       | 16e (1)               |                 | ↑                                    |
| 2015 |                 |             |                   | 13e                 | 21e                      |                       | 14e                   |                 |                                      |
| 2016 |                 |             | 30e               | 48e                 |                          |                       |                       |                 |                                      |
| 2017 | ↑               |             |                   |                     |                          | 26e                   |                       |                 |                                      |
| 2018 |                 | buiten tijd |                   | opgave              |                          |                       |                       |                 |                                      |
| 2019 |                 | 51e         |                   | 34e                 |                          |                       |                       |                 |                                      |
| 2020 |                 |             |                   |                     |                          |                       |                       | 11e             |                                      |
| 2021 |                 |             |                   | 6e                  | 9e                       |                       | 10e                   |                 |                                      |
| 2022 |                 |             |                   | 44e                 |                          | 7e                    |                       |                 |                                      |
| 2023 |                 |             |                   | 11e                 | 12e                      | 32e                   |                       |                 | 22e                                  |
| 2024 |                 |             |                   | 22e                 | 16e                      |                       |                       |                 |                                      |

## Ploegen
- 2011 –  Colombia es Pasión-Café de Colombia
- 2012 –  Colombia-Coldeportes
- 2013 –  Colombia
- 2014 –  Orica GreenEDGE
- 2015 –  Orica GreenEDGE
- 2016 –  Orica-BikeExchange[2]
- 2017 –  Orica-Scott
- 2018 –  Mitchelton-Scott
- 2019 –  Mitchelton-Scott
- 2020 –  Mitchelton-Scott
- 2021 –  Team BikeExchange
- 2022 –  EF Education-EasyPost
- 2023 –  EF Education-EasyPost
- 2024 –  EF Education-EasyPost
- 2025 –  EF Education-EasyPost

Albasini · Bewley · Chaves · Clarke · Docker · Durbridge · Ewan · Gerrans · Goss · Hayman · Hepburn · Howard · Howson · Impey · Keukeleire · Kruopis · Lancaster · Matthews · Meier · C.Meyer · Mouris · Santaromita · Schurter · Tuft · Weening · A.Yates · S.Yates · Cort (stagiair)
Albasini · Bewley · Blythe · Chaves · Clarke · Cort · Docker · Durbridge · Ewan · Gerrans · Hayman · Hepburn · Howard · Howson · Impey · Keukeleire · Lancaster · Matthews · Meier · C.Meyer · Mouris · Santaromita · Tuft · Weening · A.Yates · S.Yates
Albasini · Bewley · Chaves · Cheung · Cort · Docker · Durbridge · Edmondson · Ewan · Gerrans · Haig · Hayman · Hepburn · Howson · Impey · Juul-Jensen · Keukeleire · Matthews · Meier · Mezgec · Plaza · Power · Tuft · Txurruka · Verona · A.Yates · S.Yates · Schultz (stagiair)
Albasini · Bewley · Chaves · Cheung · Cort · Docker · Durbridge · Edmondson · Ewan · Gerrans · Haig · Hayman · Hepburn · Howson · Impey · Juul-Jensen · Keukeleire · Kluge · Kreuziger · Mezgec · Plaza · Power · Tuft · Verona · A. Yates · S. Yates
Albasini · Bauer · Bewley · Chaves · Durbridge · Edmondson · Ewan · Haig · Hamilton · Hayman · Hepburn · Howson · Impey · Juul-Jensen · Kluge · Kreuziger · Meyer · Mezgec · Nieve · Power · Trentin  · Tuft · Verona · A. Yates · S. Yates
Affini · Albasini · Bauer · Bewley · Bookwalter · Chaves · Durbridge · Edmondson · Grmay · Haig · Hamilton · Hayman · Hepburn · Howson · Impey · Juul-Jensen · Meyer · Mezgec · Nieve · Schultz · Scotson · Smith · Stannard · Trentin  · A. Yates · S. Yates
Affini · Albasini · Bauer · Bewley · Bookwalter · Chaves · Durbridge · Edmondson · Grmay · Groves · Haig · Hamilton · Hepburn · Howson · Impey · Juul-Jensen · Konysjev · Meyer · Mezgec · Nieve · Peák · Schultz · Scotson · Smith · Stannard · A. Yates · S. Yates · Zejts
Bauer · Bewley · Bookwalter · Chaves · Colleoni · Durbridge · Edmondson · Grmay · Groves · Hamilton · Hepburn · Howson · Jansen · Juul-Jensen · Kangert · Konysjev · Matthews · Meyer · Mezgec · Nieve · Peák · Schultz · Scotson · Smith · Stannard · Yates · Zejts · Choon (stagiair) · O'Brien (stagiair)
Arroyave Cañas · Bettiol · Bissegger   · Caicedo · Camargo · Carr · Carthy · Cepeda (vanaf 1/8) · Chaves · Cort · Doull · Eiking · Guerreiro · Healy · Howes (tot 31/7) · Keukeleire · Kudus · Langeveld · Morton (tot 31/7) · Nakane · Padun · Piccolo (vanaf 1/8) · Powless · Quinn · Rutsch · Scully · Shaw · Steinhauser · Urán · Valgren · J. van den Berg · M. van den Berg · Wiśniowski
Amador · Bettiol · Bissegger   · Caicedo · Camargo · Carapaz · Carr · Carthy · Cepeda · Chaves · Cort · de Bod · Doull · Eiking · Healy · Honoré · Keukeleire · Kudus · Padun · Piccolo · Powless · Quinn · Rutsch · Scully · Shaw · Steinhauser · Urán · J. van den Berg · M. van den Berg · Wiśniowski · van der Lee (stagiair)
Amador · Beloki · Bettiol(tot 14/8) · Bissegger · Carapaz · Carr · Carthy · Cepeda · Chaves · Costa · de Bod · Doull · Healy · Honoré · Nerurkar · Piccolo(tot 21/6) · Powless · Quinn · Rafferty · Rootkin-Gray · Rutsch · Ryan · Shaw · Steinhauser · Sweeny · Todome · Urán · Valgren · van den Berg · van der Lee · Hlady (stagiair) · Lovidius (stagiair)